# روسفلد
روسفلد (به فرانسوی: Rossfeld) یک کمون در فرانسه با جمعیت ۷۹۴ نفر است که در Canton of Benfeld واقع شده‌است.